# نقص النمو
يُعد نقص النمو، ما يُعرف أيضًا بالتقزُم و نقص النمو التغذوي، انخفاضًا في معدل النمو الآدمي. فهي العَرض الأول لسوء التغذية (تحديدًا نقص الغذاء المزمن) والعدوى المتكررة، كعدوى الإسهال والدُوَاد، في سنوات الطفولة المُبكرة وحتى قبل الميلاد. جَرّاء سوء التغذية خلال النَمَاء الجنيني المنقول بواسطة الأم سيئة التغذية. أن تعريف «إعاقة النمو» وفقًا ل«منظمة الصحة العالمية» هو «نسبة الطول إلى السن» الأقل من اثنين من المعدلات الانحرافية التي حددتها منظمة الصحة العالمية فيما يتعلق بمتوسط معدلات نمو الأطفال.
في عام 2012 قُدر عدد مُعاقي النمو من الأطفال البالغون من العمر ما يقل عن 5 سنوات ب 162 مليون طفل ما يُعادل 25 %. يعيش أكثر من 90 % من الأطفال المُصابين بالتقزم في أفريقيا وآسيا، حيث تتراوح نسب إصابة الأطفال بين 36% و56%. ما أن تأكد الأمر، حتى صار التقزم وآثاره مستدامة. قد لا يستعيد الطفل المُتقزم مطلقًا الطول الذي ذي فقده جَرّاء التقزم، فإن غالبية الأطفال لن يكتسبوا وزن الجسم المناسب. يُعد العيش في بيئة حيث يقضي الأفراد حاجاتهم في العراء بسبب نقص خدمات الصرف الصحي سببًا مُهمًا في إعاقة نمو الأطفال، وعلى سبيل المثال في الهند.

## التشخيص

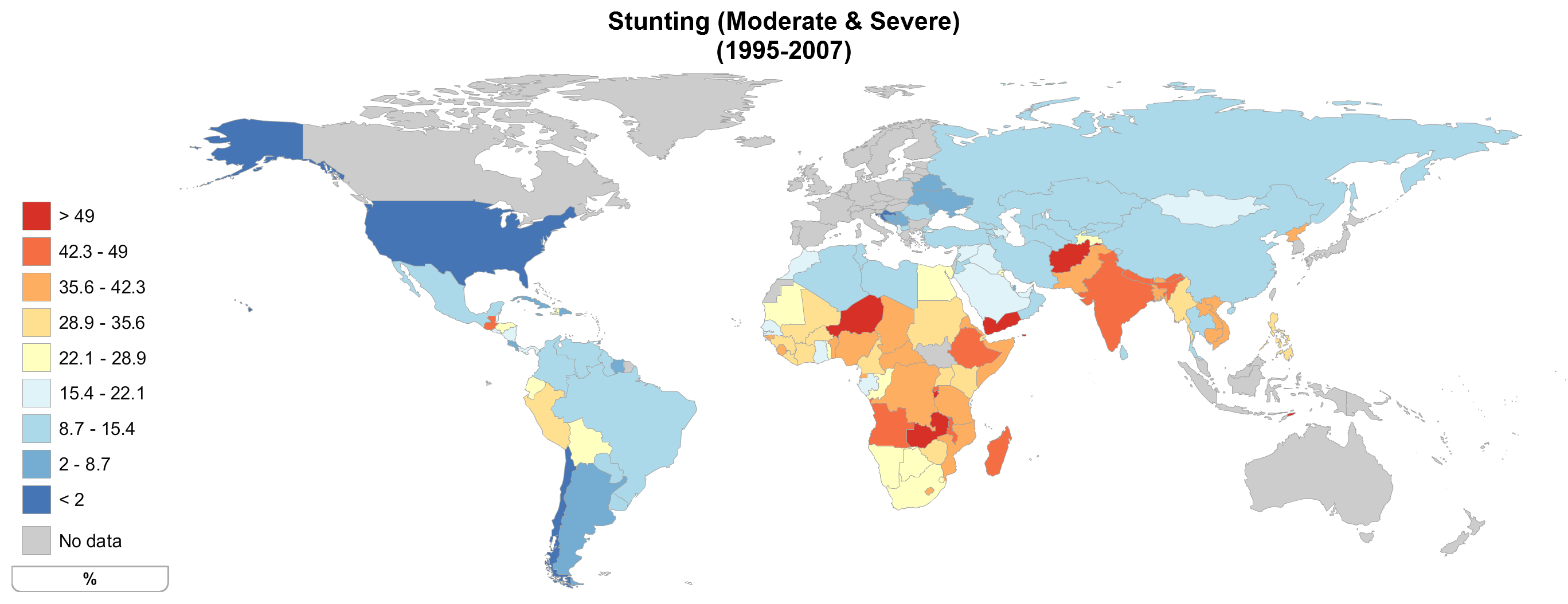
خريطة تقزم الأطفال علي المستوي العالمي

يمكن معرفة النمو الناقص بمقارنة قياسات طول الطفل مع القياسات المبينة في مرجع النمو السكاني لمنظمة الصحة العالمية؛ يعتبر الأطفال الذين يقل نموهم على المئين الخامس في مرجع النمو السكاني كناقصي نمو أو نموهم أقل من المعدل الطبيعي بغض النظر إلى الأسباب. كمؤشر على الحالة الغذائية قد يوجد اختلاف في المقارنة المبنية على مجموعة السكان وذلك المبينة على كل طفل على حدا. أيضا قد لا يكون الطفل يعاني من نقص في النمو إذا كان أقل من المئين الخامس بل قد يعزى قصر قامته إلى قصر قامة والديه والذي يعني أن السبب وراثي وليس غذائي. ولكن إذا كان أكثر من 5 في المائة من مجموع عدد الأطفال في نسمة معينة أقل من المئين الخامس فإن ذلك يعني أن شيوع نقص النمو أعلى من اللازم والسبب الأول الذي يأخذ في الاعتبار هو سوء التغذية.

## مثال
في دراسة أجريت في المناطق الريفية لزمبابوي تبين مدى تأثير سوء التغذية على النمو. أجريت الدراسة في منطقة في معروفة بأوضاعها الزراعية السيئة وسوء التغذية. خلال الدراسة تم تقدير قياسات طول، الوزن ومؤشر كتلة الجسم أطفال تتراوح أعمارهم من 6 إلى 17. القياسات المسجلة قورنت بتلك المسجلة في أمريكا والدول الأفريقية الأخرى وتبين مقارنة بمعدلات أطوال الأطفال في أمريكا أن أطوال وأوزان الأولاد الزيمبباويين كان منخفض حتى المئين العاشر.
يتعلق بمتوسط معدلات نمو الأطفال.

## الآثار الصحية

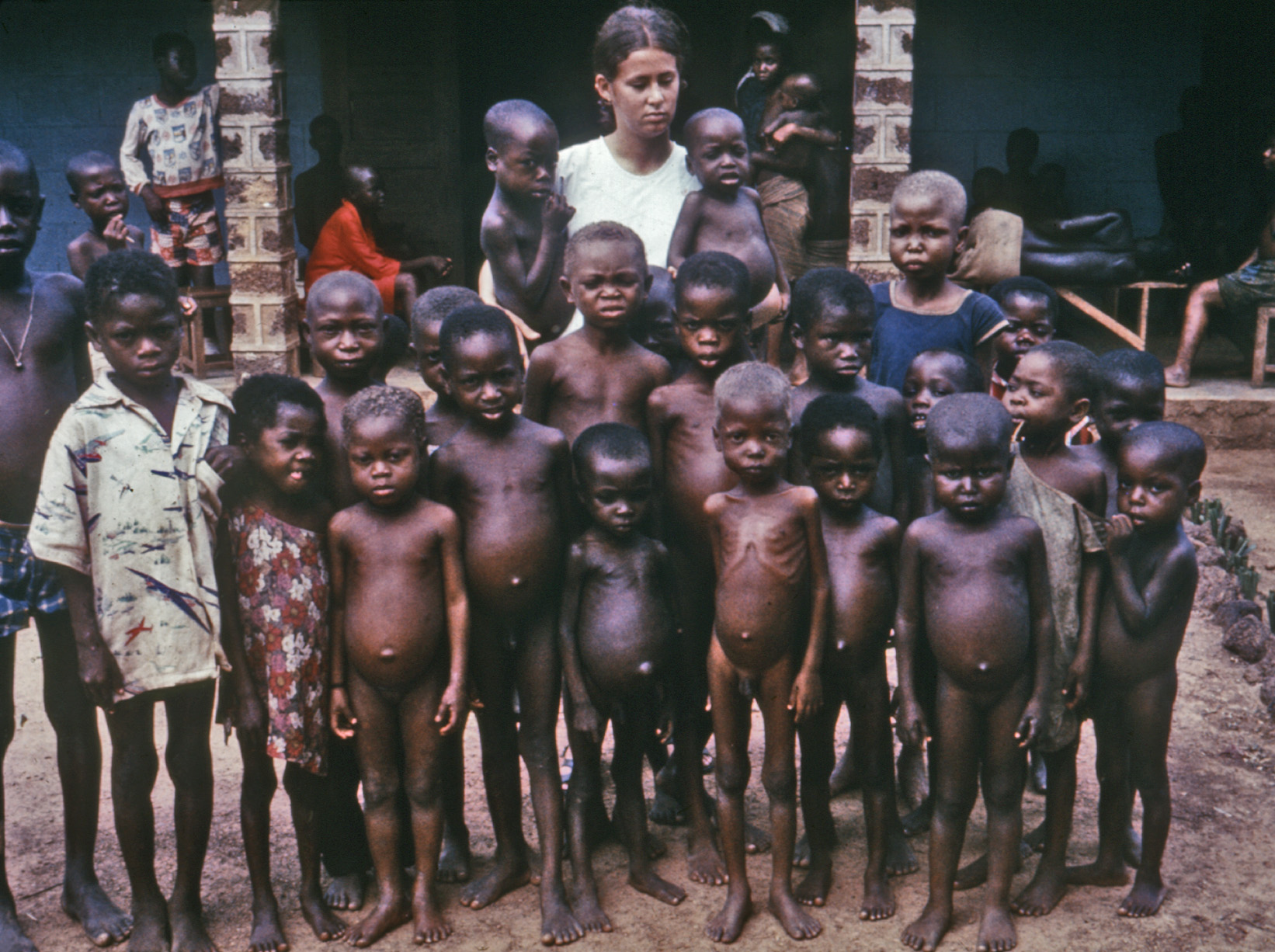
أطفال وممرضة في دار للأيتام في نيجيريا من نهاية الستينيات.يعاني الأطفال الذين تميل ألوان شعورهم إلى الرمادي الأشقر من نقص البروتين. علاوة على لون الشعر يعاني الأطفال من شعر هش وبنية جسم هزيلة إضافة إلى نقص النمو والوزن

أن التقزم لدى الأطفال له تأثيرات على الصحة العامة بغض النظر عن الأثر الملحوظ في قصر قامة الشخص المُصاب، ألا وهي:
- زيادة مخاطر الإصابة بالأمراض والموت المبكر.
- الاسفار عن تأخر النماء الذهني وهكذا ضعف التحصيل الدراسي مما يُخفض مستقبلًا إنتاجية القوي العاملة.
- تقليص القدرة الادراكية.
- تعرض النساء ذي القامة القصيرة لزيادة المضاعفات خلال الولادة نظرًا لصغر حجم الحوض، كذلك خطر ولادة طفل ذو وزن ضئيل.

قد أثبتت العديد من الدراسات تأثير التقزم على نمو الأطفال. ففي حال حدوث إعاقة نمو الطفل في الثانية من العمر فلذلك خطر كبير متمثل في سوء النماء العقلي والتحصيل الدراسي في الحياة، ما يؤثر لاحقًا علي  الخصائص الاجتماعية – الاقتصادية وتتناقل آثاره عبر الأجيال. عرضت دراسات متعددة الأقطار علاقة التقزم بانخفاض فرص الالتحاق بالمدارس، وتدهور النتاج الاقتصادي، والفقر. كما يُظهر الأطفال المتقزمون خطرًا أكبر للتعرض للأوضاع المرضية المزمنة غير المعدية مثل الإصابة بالسكري والتعرض للبدانة كبالغين. في حال اكتسب الطفل المُتقزم وزنًا زائدًا كبيرًا بعد عامه الثاني، فأنه يكون أكثر عُرضة للبدانة.  يُعتقد أن ذلك ناجم عن التغيرات الأَيْضِيّة الناتجة عن سوء التغذية المزمن، ما قد يؤدي إلى الاختلالات الأيضية في حال تعرض الشخص إلي الإفراط أو ضحالة في نوعية الأنماط الغذائية خلال الرشد. الأمر الذي قد يؤدي إلى زيادة مخاطر الإصابة بعدة أمراض غير المعدية ذات الصلة مثل ارتفاع ضغط الدم، وداء القلب الإكليلي، ومتلازمة الإيض، والسكتة الدماغية. على صعيد المجتمع، لا يستطيع المتقزمون إستيفاء نموهم الجسدي والإدراكي المحتمل كما لن يكونوا قادرين على التفاعل مع المجتمع على النحو الأكمل

## الأسباب

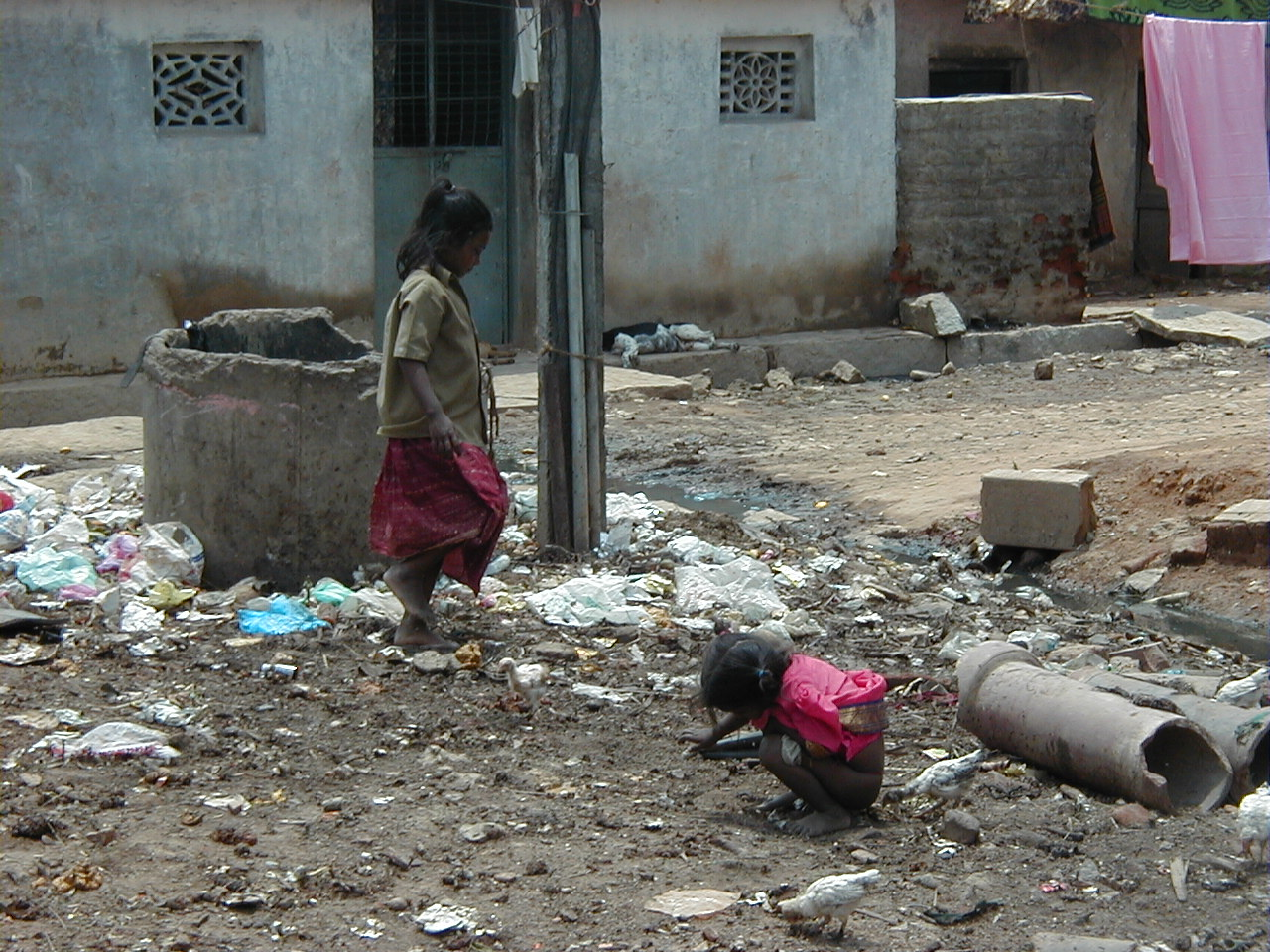
طفل يعيش في منطقة تتدني فيها شروط النظافة الصحية في الهند

أن مسببات التقزم مُتشابهة إن لم تكن نفس مسببات سوء تغذية الأطفال. تحدث أغلب حالات التقزم خلال فترة ألف يوم منذ الحمل وإلى عيد الميلاد الثاني للطفل.أن الثلاثة أسباب الرئيسية المسؤولة عن التقزم في جنوب آسيا وعلى الأغلب في معظم البلدان النامية هي: فقر الممارسات الغذائية، وسوء تغذية الأم، ورداءة المرافق الصحية.

### الممارسات الغذائية

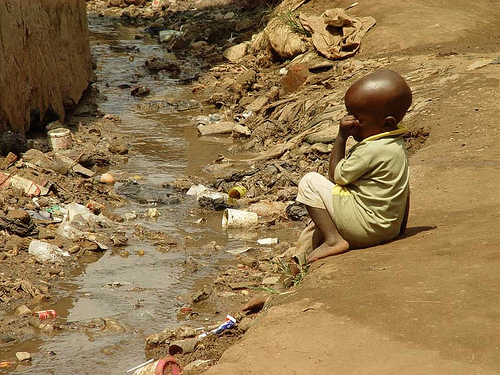
طفل يعتزم فتح بالوعة صرف صحي في حي فقير في كامبالا، اوغندا

أن عدم كفاية تغذية الطفل التكميلية والافتقار إلى العوامل الغذائية الحيوية العامة بالإضافة إلى معدل السعرات الحرارية الخالصة هي أحدى أسباب إعاقة النمو. يحتاج الأطفال إلى التغذي على أنماط غذائية توفر الحد الأدنى من المتطلبات المُتعلقة بالكثرة والتنوع بُغية تجنب نقص التغذية.

### تغذية الأم
قد يؤدي سوء تغذية الأم خلال فترة الحمل والإرضاع إلي إعاقة نمو أطفالهن. النساء اللواتي يعانون من انخفاض الوزن أو أمراض فقر الدم خلال الحمل، مُعرضون في الأغلب إلى ولادة أطفال مُصابون بالتقزم مما يُديم انتقال التقزم عبر الأجيال. أما عن الأطفال ذو وزن ولادة مُنخفض فهم مُعرضون بالأكثر إلى مخاطر التقزم.

### المرافق الصحية
على الأرجح أن هناك رابطًا بين النمو الطولي للطفل وممارسات الصرف الصحي المنزلي. يؤدي ابتلاع الأطفال كميات كبيرة من  البكتيريا الغائِطِيّة بوضع الأصابع الملوثة أو الأغراض المنزلية في الفم إلي الالتهابات المعوية. الأمر الذي يؤثر على الحالة الغذائية للأطفال من حيث انسداد الشهية، وخفض امتصاص العناصر الغذائية، وزيادة فقدان المغذيات.
قد تبيّن أن تكرار أمراض مثل الإسهال والإصابة بالديدان المعوية (دُوَاد) المرتبطان برداءة المرافق الصحية يساهم في تقزم الأطفال. لا توجد دلائل حاسمة حول تسبب ما يُعرف بالاعْتِلالُ المِعَوِيُّ البيئي بتقزم الأطفال إلا أن الرابط بينهما مُحتمل والعديد من الدراسات بصدد فحص هذا الموضوع. أن الاعْتِلالُ المِعَوِيُّ البيئي هو متلازمة تتسبب في تغييرات في الأمعاء البشرية الدقيقة والتي يمكن أن تحدث نتيجة الافتقار إلى المرافق الصحية الأساسية والتعرض إلى التلوث بالفضلات البشرية على المدى الطويل.
اكتشفت الأبحاث العالمية أن نسبة التقزم التي قد تُنسب إلى خمس نوبات إسهال أو أكثر قبل بلوغ عمر سنتين تُقدر ب25 %. ما أن ترتبط نوبات الإسهال وثيقًا بالمياة، والمرافق الصحية، والنظافة (الاغتسال)، حتى يكون ذلك مؤشر حثيث على العلاقة بين الاغتسال والتقزم. إلى أي مدى تعتمد التحسينات في مجال سلامة مياه الشرب، واستخدام المرحاض، والممارسات الجيدة لغسل الأيدي والتي تساعد على  خفض معدلات التقزم، على مدى سوء تلك الممارسات قبل التدخلات الاصلاحية..

## الوقاية
يلزم ما يلي لخفض التقزم:
- مناخ ما يمكن أن يزدهر فيه الالتزام السياسي (يُعرف ايضًا بمناخ موات)
- تطبيق العديد من التعديلات أو التغييرات التغذوية على نطاق واسع بين السكان لضمان أكبر استفادة بأقل الأسعار.
- أُسس متينة قادرة علي إحداث تغيير (الأمن الغذائي، وتمكين المرأة، وبيئة داعمة للصحة من خلال تعزيز توافر المياه النقية والمرافق الصحية)

للوقاية من التقزم، فهي ليست فقط مسألة توفير تغذية أفضل بل أيضًا توفير مياه نظيفة، مرافق صحية محسّنة (مراحيض صحية)، وغسل الأيدي في الفترات الحرجة. دون إتاحة المراحيض، والوقاية من  أمراض الأمعاء  المَدارِيَّة، والتي قد تُصيب أغلبية الأطفال في العالم النامي وتؤدي للتقزم لن يكون الأمر ممكنًا.
فحصت الدراسات ترتيب العوامل الأساسية من حيث الفاعلية في خفض تقزم الأطفال ووجدت ترتيبها كالآتي:
- نسبة  الطاقة الغذائية من المواد الغذائية غير الرئيسية (التأثير الأكبر)
- الوصول إلى خدمات الصرف الصحي وتعليم المرأة.
- الحصول على المياه النقية.
- تمكين المرأة قياسًا بمعدل متوسط العمر المتوقع الإناث إلى الذكور.
- نصيب الفرد من إمدادات الطاقة الغذائية.

يجب أن تستدعي ثلاث من هذة المقومات بصفة خاصة الانتباه: الوصول إلى خدمات الصرف، وتنوع مصادر السعرات الحرارية من إمدادات الغذاء، وتمكين المرأة. شددت أحدي دراسات قام بها  معهد الدراسات الإنمائية أن: ينبغي إيلاء الأولوية إلي أول مقومتين لما لهما من آثار قوية وإن كانت أقل من المستويات المنشودة.
أن هدف وكالات الأمم المتحدة، والحكومات والمنظمات غير الحكومية الآن هو تحسين التغذية خلال أول 1000 يوم من حياة الطفل، منذ فترة الحمل إلي عيد الميلاد الثاني للطفل، بُغية خفض تفشي التقزم. تُشكل أول 1000 يوم في حياة الطفل فرصة سانحة جوهريًا حيث يتطور العقل سريعًا، واضعًا أسس الإدراك المستقبلي والقدرات الاجتماعية. فضلا عن ذلك، فإنها الوقت الذي يكون فيه الطفل الصغير أكثر عرضة العدوي المُسببة للإسهال. فهذا هو الوقت الذي يوقف فيه الأطفال الرضاعة الطبيعية (الفطام)، وبداية الحبو، ووضع الأشياء في فيهم، حيث يصيرون عرضة للمواد الغائطية من قضاء الحاجة في العراء واعْتِلالِ الأمْعاء البيئي.

### الحوامل والمرضعات
يُعد توفير الغذاء النظيف للحوامل والأمهات المُرضعات أمرًا أساسيًا. يتحقق ذلك بمساعدة النساء في عمر الخصوبة ليكن في حالة تغذوية جيدة عند الحمل ما يُمثل إجراء وقائي ممتاز. جري مؤخرًا التركيز علي فترة ما قبل الحمل بتقديمها كعنصر مُكمل لمرحلة ال 1000 يوم الرئيسية منذ الحمل وحتي أول سنتان من العمر. من الأمثلة علي ذلك، محاولة السيطرة علي فقر الدم عند النساء في عمر الخصوبة. أن الخطوة الأولي للوقاية من التقزم هي أم جيدة التغذية، ما يُقلل فرص ميلاد طفلًا هزيلًا، ما يُشكل أول عوامل الخطر لسوء التغذية مستقبلًا. بعد الولادة، حيث تطرأ التدخلات إلي حياة الطفل،  حيث البدء المبكر بالرضاعة الطبيعية والاقتصار عليها حصرًا في الستة شهور الأولي، تُشكل ركائز مكافحة التقزم. تكمن الخطوة التالية في تقديم غذاءًا تكميليًا نظيفًا بعد أول ستة أشهر من العمر بالتوازي مع الرضاعة الطبيعية حتي عمر الثانية.

## التدخل السياسي
في جملة الامر، مفاتيح التدخل السياسي نقص النمو:
- تحسين أنشطة مراقبة التغذية لتحديد معدلات وطرق نقص النمو أو اشكال سوء التغذية ضمن الدول.[16] وهذا يكون مع مراعاة القيمة المالية، لا معدلات نقص النمو قد تختلف مع اختلاف مجموعات السكان. وتعطي الأولوية الأقصر ضعفا. ويطبق نفس الشئ علي مصادر الخطر مثل الانيميا، سوء تغذية الامهات، عدم الأمان الغذائي، نقص الوزن عند المواليد وعند الرضاعة... إلخ. مع جمع تفاصيل أكثر، يتضمن أن التدخل يواجه السبب الرئيسي لنقص النمو
- الرغبة السياسيه التطوير وتطبيق الأهداف القومية والاستراتيجيات مع الإرشادات الدولية المدعومة بأدلة وعوامل ثياقيه [16]
- تصميم وتطبيق سياسات تدعم التحسين الغذائي والصحي للامهات والفتيات في عمر التكاثر.[16] مع التركيز علي ال1000 يوم من الحمل وأول عامين من الحياة، لكن لا يمكن تجاهل فترة ما قبل الحمل لا يمكن تجاهلها لأنها قد تلعب دور مهم في تأكيد تغذيه الجنين والطفل
- تصميم وتطبيق سياسات تدعم الإرضاع المناسب وطرق التغذية المكافئه[16](مع التركيز على التعدد في الحميات الغذائية من حيث المواد الغذائية الصغري والعظمي). مما يؤكد أفضل تغذية للرضيع وايضا الحماية من الأمراض التي قد تضعف جسده. وتوفير قوانين العمل التي تعطي الام حق الإرضاع عند الضرورة.
- تقديم تدخلات لمواجهة الأسباب الاجتماعية والصحية المسببة لنقص النمو، مثل نقص النظافة العامه ومصادر مياه السرب، الزواج المبكر، طفيليات المعدة والأمعاء الملاريا والامراض الأخري التي يمكن تجنبها عند الطفولة[16](و يطلق عليها «التدخلات الحساسه للغذاء»)، وأيضا مساحات الأمن الغذائي بالدولة. التدخلات لإبقاء القاصرات في المدارس قد تكون فعالة لتأخير الزواج ولها أيضا فوائد غذائية الام والطفل.[16] تنظيم وجود بدائل الألبان هو أيضا شئ مهم لتأكيد أن عدد كبير من الأمهات يستطيعون ارضاع أطفالهن، الا في حالة وجود ما يمنع.[16]
- علي نطاق واسع، السياسات الفعاله للحد من نقص النمو تطلب طرق متعددة القطاعات، والتزام سياسي كبير، تدخل مجتمعي، وتوصيل متكامل الخدمات[16]